# Jan Woutersz. van Cuyck

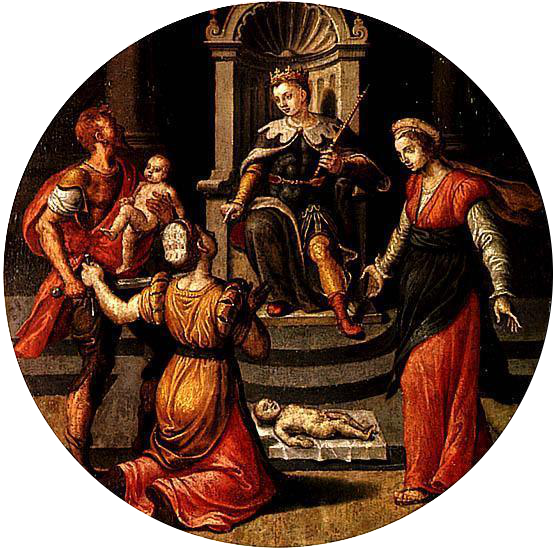
Het oordeel van koning Salomo. Huidige toeschrijving: Jan Woutersz. van Cuyck

Jan Woutersz. van Cuyck (Dordrecht, ca. 1530 - aldaar, 28 maart 1572), ook bekend onder de namen Jan Kuyk, Jan van Kuik Woutersz., en Jan van Cuyck, was een Noord-Nederlandse kunstschilder en glasschilder. Zijn werk als kunstenaar werd overschaduwd door zijn marteldood vanwege zijn religieuze overtuiging.
Van Cuyck had een broer en zeker drie zussen. 
Hij was als kunstenaar actief in zijn geboortestad Dordrecht van circa 1545 tot aan zijn dood in 1572. 
Hij schilderde historiestukken. Van zijn werk is niets anders bewaard gebleven dan het aan hem toegeschreven paneel Het oordeel van Salomo.
In de turbulente periode van de reformatie en de strijd tegen de Spaanse overheersing kwam Van Cuyck in conflict met de autoriteiten vanwege zijn doopsgezinde geloofsovertuigingen. 
Hij had zich daarvoor opnieuw laten dopen en werd daarom gezocht. Na op verschillende plaatsen ondergedoken te zijn geweest, werd hij uiteindelijk gevonden en gearresteerd.
Hij werd als ketter aangeklaagd en opgesloten in de Vuilpoort in Dordrecht. 
De stadsbestuurders aarzelden om snel stappen te ondernemen in zijn proces, vermoedelijk uit vrees voor de publieke reactie.
De hoofdschout, Jan van Drenkwaert, die nog jong en onervaren was, stelde het vonnis herhaaldelijk uit. Dit leidde tot speculaties en beschuldigingen van de monniken, die suggereerden dat de schout Van Cuyck zo lang gevangen hield omdat hij voor hem zou schilderen. Ze bekritiseerden de schout om zijn vermeende zwakheid. Uiteindelijk gaf de schout toe aan de druk, wat ertoe leidde dat Van Cuyck, na veel martelingen om zijn medestanders te verraden, op 28 maart 1572 levend werd verbrand. Dit viel bij veel Dordtenaren slecht. Het voorval vergrootte hun afkeer van de hertog van Alva. Drie maanden later werd Dordrecht overgegeven aan de geuzen en stapte de stad over op het nieuwe gereformeerde geloof.
Van Cuyck liet een vrouw en een dochtertje van zeven jaar achter. 
Zijn leven is representatief voor de moeilijkheden waarmee kunstenaars tijdens de reformatie werden geconfronteerd.
- Biografisch Portaal: 26139883
- Gemeinsame Normdatei: 1210132370
- International Standard Name Identifier: 0000 0003 9123 6256
- Nederlandse Thesaurus van Auteursnamen: 260059439
- RKD-Nederlands Instituut voor Kunstgeschiedenis: 94686
- Virtual International Authority File: 285074430
- WorldCat: E39PBJwhxtQQR4chXKYGDWTJXd